# Bathory (hudební skupina)
Bathory byla švédská black/viking/thrashmetalová skupina Tomase „Quorthona“ Forsberga.
Byla založena 1983 ve Vällingby, Švédsko. Pojmenovaná po maďarské hraběnce Báthory. Z počátku zpíval Björn Kristensen, ale roku 1983 se ujal mikrofonu Quorthon. Skladby často délkou přesahovaly 9 minut.
Skupina ovlivnila množství kapel. V roce 2010 se objevil tribut Twilight of the gods hrající skladby od Bathory na koncertech.

## Diskografie
- Bathory (1984)
- The Return (1985)
- Under the Sign of the Black Mark (1987)
- Blood Fire Death (1988)
- Hammerheart (1990)
- Twilight of the Gods (1991)
- Jubileum Volume 1 (1992)
- Jubileum Volume 2 (1993)
- Requiem (1994)
- Octagon (1995)
- Blood on Ice (1996)
- Jubileum Volume 3 (1998)
- Destroyer of Worlds (2001)
- Katalog (2002)
- Nordland Part I (2002)
- Nordland Part II (2003)
- In Memory of Quorthon (2006)

## Sestava
Quorthon (Thomas Forsberg) – kytara, zpěv, klávesy, basová kytara, bicí (1984–2003)

### Bývalí členové (známí)
- Frederick Melander (Fredrick Hanoi) – basová kytara (1983–1984)
- The Animal (Björn Kristensen) – zpěv (před 1983)
- Jonas Åkerlund (Vans McBurger) – bubny (1983–1984)

Na některých albech (od Hammerheart) jsou uvedeni Kothaar (basová kytara) a Vvornth (bicí), nešlo ale vždy o ty samé členy. Kothaar a Vvornth byly statické přezdívky pro baskytaristy a bubeníky kapely.